# VVVVVV
VVVVVV (uitgesproken als zes keer de letter V, "Vee", "Vs", of "V-6") is een 2D puzzelplatformer ontworpen door Terry Cavanagh met muziek gecomponeerd door Magnus Pålsson. Het spel is gemaakt in Adobe Flash en werd op 11 januari 2010 uitgebracht voor Microsoft Windows en Mac OS X. Het spel werd overgezet naar C++ door Simon Roth in 2011 en uitgebracht als onderdeel van de Humble Indie Bundle 3. De programmeercode C++ kon de release van een eerder geannuleerde versie van VVVVVV voor Linux mogelijk maken. Een versie voor de Nintendo 3DS is uitgebracht en ook een binaire poort wordt gemaakt voor de Pandora die de data van de Microsoft Windows, Mac OS X of Linux-versie van het spel nodig zal hebben om te werken.
De grafische stijl van VVVVVV is sterk beïnvloed door de Commodore 64. Ook de muziek van het spel heeft veel chiptune-elementen uit die tijd. Magnus Pålsson maakte de soundtracks van zowel VVVVVV als PPPPPP.

## Verhaal
De speler bestuurt Captain Viridian, die aan het begin van het spel zijn ruimteschip moet evacueren samen met de bemanning nadat hun schip wordt beïnvloed door "dimensionale inmenging". De bemanning ontsnapt via een teleportatiemachine van het schip, maar Captain Viridian wordt gescheiden van de rest van de bemanning. Bij de terugkeer van het schip leert Captain Viridian dat het gevangen wordt gehouden in een alternatieve dimensie (aangeduid als Dimension VVVVVV) en dat de bemanning van het schip verspreid is over deze dimensie. Het doel van de speler is om de vermiste bemanningsleden te redden en de oorzaak van de dimensionale interferentie te vinden.

## Gameplay

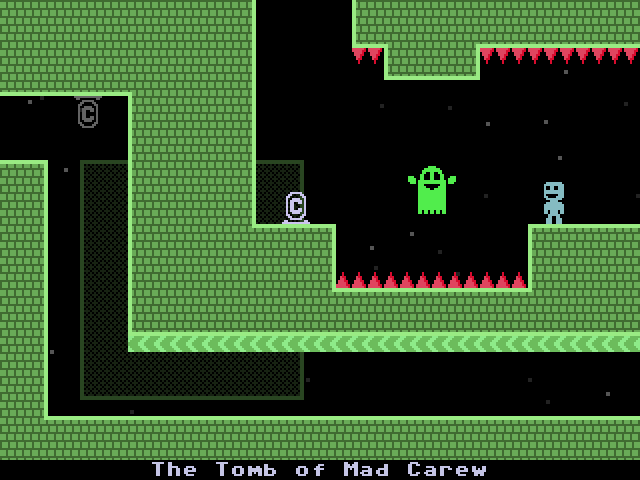
In deze kamer moet Captain Viridian de rode spikes vermijden en de groene spook. De "C" links van de rode spikes is een checkpoint, waarin de speler kan terugkomen als hij dood is gegaan.

In tegenstelling tot bij de meeste platformspellen is de speler in VVVVVV niet in staat om te springen, maar kan in plaats daarvan de richting van de zwaartekracht veranderen bij het staan op een oppervlak, waardoor Captain Viridian naar boven of naar beneden kan vallen. De speler gebruikt dit in de kamers om verschillende gevaren te vermijden, zoals de rode spikes en bewegende vijanden. Latere gebieden introduceren nieuwe mechanica, zoals het verplaatsen van vloeren of kamers die, na het aanraken van een rand van het scherm, de speler doen verschijnen aan de andere kant van de kamer. VVVVVV bevat acht belangrijke niveaus gelegen in een grotere open wereld voor de speler om verkennen. Door de hoge moeilijkheidsgraad bevat de spelwereld veel checkpoints, waarbij het karakter van de speler wordt gereset als hij dood gaat.
De "trieste olifant", soms ook wel de olifant in de kamer, is een grote olifant met een traan die uit haar oog komt. Het loopt uit een van de vier kamers in de buurt van het ruimtestation van Dimension VVVVVV, voortdurend flikkerend van kleur naar kleur. Als de speler zich in de buurt van de olifant bevindt voor een korte periode, zal het ertoe leiden dat Captain Viridian verdrietig wordt. De olifant dient geen functie aan het spel, maar heeft gediend tot veel discussie over de betekenis of symboliek onder de fans van het spel. Net als meerdere vijanden in het spel is de trieste olifant niet gebaseerd op Jet Set Willy, zoals men oorspronkelijk dacht.

## Ontwikkeling
Het besturen van de zwaartekracht in VVVVVV is gebaseerd op het mechanisme in een eerder spel, ontworpen door Cavanagh, getiteld Sine Wave Ninja. In een interview met IndieGames.com  zei Cavanagh dat hij geïnteresseerd was in het gebruik van dit systeem als een sleutelonderdeel in het spel; iets wat in zijn beleving nog geen computerspelontwikkelaar tot op dat moment gelukt was.
Cavanagh onthulde VVVVVV voor het eerst op zijn blog in juni 2009. In december 2009 gaf hij een bètaversie van VVVVVV vrij op 4chan.
De visuele stijl van VVVVVV is sterk geïnspireerd door spellen uitgebracht voor de Commodore 64 8-bit computer uit de jaren 80, met name Jet Set Willy, met name door het element van het verzamelen van moeilijk bereikbare glimmende objecten en vooral de naamgeving van elke kamer; ontwikkelaar Canavagh richtte zich op het maken van een spel "die eruitzag en voelde als de C64-spelletjes waarmee ik ben opgegroeid."
Het spel werd uitgebracht op 11 januari 2010 voor Microsoft Windows en Mac OS X. Een proefversie van het spel was speelbaar op de website van Kongregate. Een Linux-versie was in ontwikkeling, maar een aantal technische moeilijkheden ontstonden in het proces, hetgeen Canavagh noodzaakte de ontwikkeling te staken.
Het spel werd herschreven in C++ door computerspelontwikkelaar Simon Roth in 2011, waardoor met Linux-ondersteuning het spel alsnog succesvol kon uitgevoerd worden. Dit vormde versie 2.0 van VVVVVV, die werd gelanceerd op 24 juli 2011 als onderdeel van de derde Humble Indie Bundle. Versie 2.0 heeft ook ondersteuning voor aangepaste levels en een level editor. De C++-poort is ook toegestaan voor de uitvoering van de nieuwe grafische modi en diverse snelheidsverbeteringen.
VVVVVV was het eerste spel dat Cavanagh commercieel verkocht. Terwijl zijn vorige games allemaal werden uitgebracht als freeware, vond de ontwikkelaar dat gezien de relatieve grootte van het spel dit niet meer haalbaar was. Op 7 oktober 2011 werd aangekondigd dat een versie van het spel werd gemaakt voor de Nintendo 3DS door Nicalis. Het werd uitgebracht op 29 december 2011 in Noord-Amerika en op 10 mei 2012 in Europa. Deze versie had echter geen level editor.

## Soundtrack
De soundtrack van VVVVVV werd gecomponeerd door chiptunemuzikant Magnus Pålsson (ook bekend als SoulEye). Cavanagh benaderde Pålsson voor het componeren van soundtracks voor VVVVVV na het spelen van Space fallus, een indiespel door Charlie's Games, dat een lied bevatte van de muzikant. De volledige soundtrack, getiteld PPPPPP, werd uitgebracht samen met VVVVVV en wordt verkocht als download of cd op de persoonlijke website van Pålsson. Op 12 juni 2014 bracht Pålsson een powermetalversie van de soundtrack getiteld MMMMMM uit, gearrangeerd door gitarist Jules "FamilyJules7x" Conroy.
| 1.                 | Powerup                | 0:04 |
| 2.                 | Presenting VVVVVV      | 2:40 |
| 3.                 | Pause                  | 0:09 |
| 4.                 | Pushing Onwards        | 3:39 |
| 5.                 | Path Complete          | 0:09 |
| 6.                 | Passion for Exploring  | 2:52 |
| 7.                 | Positive Force         | 2:48 |
| 8.                 | Predestined Fate       | 2:10 |
| 9.                 | Potential for Anything | 3:42 |
| 10.                | Pressure Cooker        | 3:27 |
| 11.                | Plenary                | 0:22 |
| 12.                | Pipe Dream             | 2:21 |
| 13.                | Popular Potpourri      | 6:08 |
| Totale duur: 30:31 |                        |      |

## Trivia
- Het spel is opgenomen in het boek 1001 Video Games You Must Play Before You Die van Tony Mott.